# Fdawech leqma
Fdawech leqma ou douida (arabe : الفداوش لقمة), est un plat traditionnel originaire de la ville de Rabat au Maroc.
C'est un type de vermicelles, cheveux d'ange, est cuit à la vapeur et auquel est ajouté un ragoût de poulet et d'oignons.
Ce mets est servi lors des rassemblements familiaux réguliers des familles anciennes de Rabat, notamment ceux autour du jeu de cartes Tijari, du fait qu'il est préparé facilement et est peu coûteux.
Le mot fdawech vient étymologiquement du mot castillan fideos avec un changement morphologique pour être adapté aux dialectes locaux. Ce plat est, de ce fait, originaire d'al-Andalus et a été ramené par les Morisques qui se sont installés dns la ville de Rabat.

## Préparation
Les fdawech traditionnels sont fabriqués à la main par les ménagères. Ce sont des pâtes filiformes roulées pour produire des vermicelles.

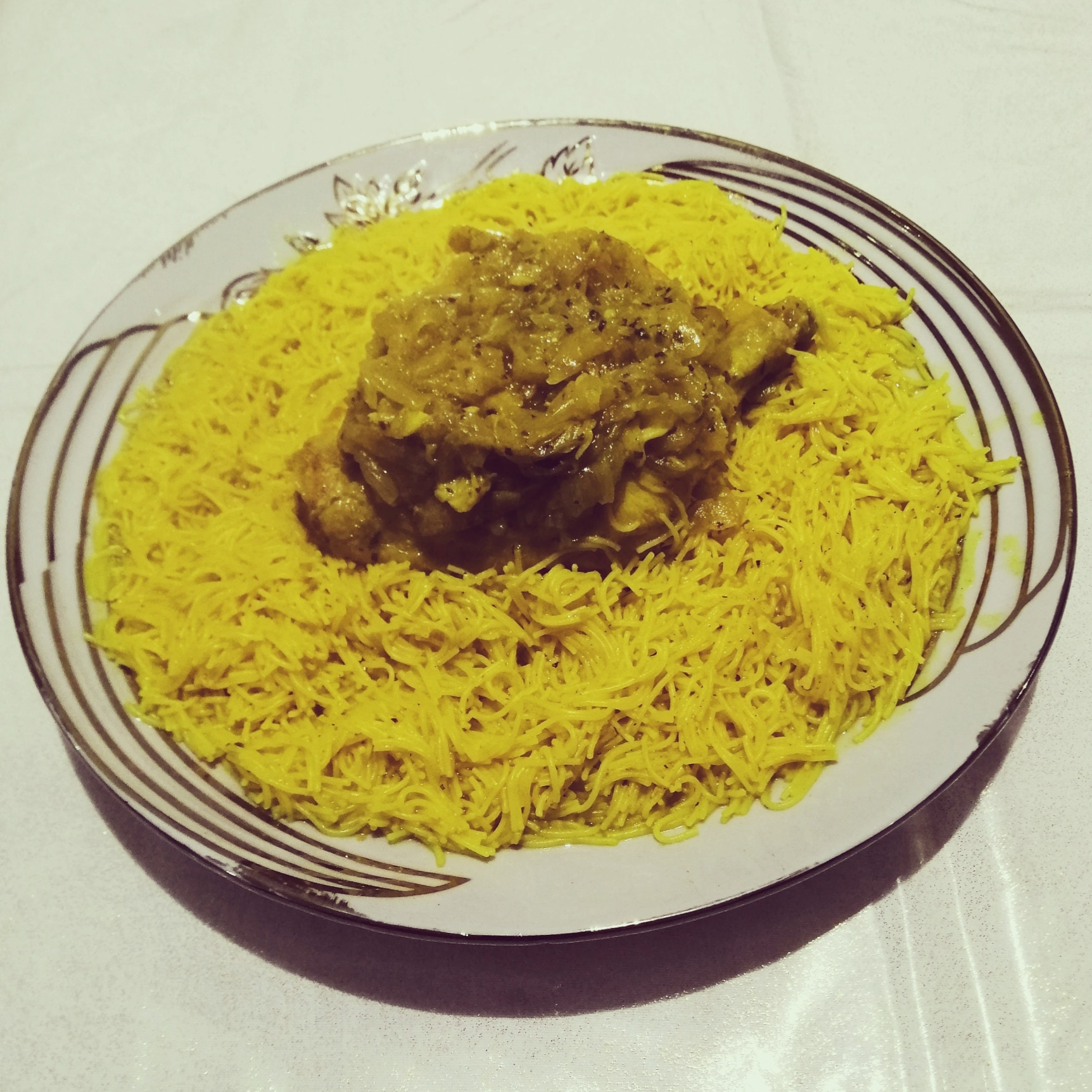
Fdawech mbakhra.